# Шарлотта Августа Уэльская
Шарло́тта Авгу́ста Уэ́льская (англ. Charlotte Augusta of Wales; 7 января 1796, Лондон — 6 ноября 1817, Ишер) — единственный ребёнок Георга, принца Уэльского (позднее ставшего королём Георгом IV) и его жены Каролины Брауншвейгской. На протяжении всей своей жизни принцесса занимала второе место в линии престолонаследия после отца.
Родители Шарлотты Августы недолюбливали друг друга ещё до брака и разошлись вскоре после рождения дочери. Заботу о принцессе принц Уэльский возложил на гувернанток и слуг, ограничив общение дочери с матерью, которая в конце концов покинула страну. Когда Шарлотта выросла, отец принуждал её к браку с Виллемом, наследным принцем Оранским, будущим королём Нидерландов Виллемом II. Сначала принцесса приняла Виллема, однако вскоре отвергла возможность заключения с ним брака. После длительного противостояния с отцом с его согласия вышла замуж за Леопольда Саксен-Кобург-Заальфельдского, будущего короля Бельгии. После полутора лет счастливого брака Шарлотта Августа умерла во время родов мертворождённого сына.
Смерть Шарлотты стала горем для британцев, видевших в ней будущую королеву, которая бы разительно отличалась от непопулярного отца и безумного деда. Поскольку Шарлотта была единственной законной внучкой Георга III, на неженатых сыновей короля стало оказываться значительное давление по поиску жён. В итоге четвёртый сын короля Георга III Эдуард Август, герцог Кентский, стал отцом потенциальной наследницы престола Виктории Александрины, которая родилась через восемнадцать месяцев после смерти Шарлотты Августы.

## Предыстория
В 1794 году Георг, принц Уэльский находился в поисках подходящей невесты. Поиски Георга были обусловлены не желанием обеспечить преемственность на британском троне, а собственной выгодой: премьер-министр Уильям Питт-младший пообещал принцу увеличение доходов после свадьбы; несмотря на то, что Георг имел неплохие доходы как принц Уэльский и герцог Корнуолльский, он жил не по средствам и к 1794 году денег не хватало даже на то, чтобы погасить проценты по долгам.
Георг предпринял попытку жениться на своей любовнице Марии Фицгерберт, однако такой брак не имел бы юридической силы, поскольку Георг, вполне осознавая бесполезность затеи, даже не пытался получить на него согласие отца, как это было предусмотрено законом о королевских браках от 1772 года. Тем не менее, Фицгерберт оставалась любовницей принца даже тогда, когда другие его фаворитки, например леди Джерси, выходили из фавора.
В качестве возможных невест Георг рассматривал двух немецких принцесс, обе они приходились принцу кузинами: Луиза Мекленбург-Стрелицкая была дочерью герцога Карла II, родного брата матери Георга; другая кандидатка, Каролина Брауншвейгская, была дочерью Августы Великобританской, родной сестры отца принца. Мать Георга, королева Шарлотта, получала тревожные слухи о поведении принцессы Каролины, и потому склонялась к браку сына со своей племянницей Луизой, которую к тому же она считала более привлекательной. Слухи говорили о том, что принцесса Каролина вела себя неподобающе с ирландским офицером, состоявшем на службе в армии её отца; кроме того, ранее переговоры о браке с принцессой срывались по неясным причинам. Однако несмотря на всё это Георг, находившийся в тот момент под влиянием леди Джерси, которая считала Каролину менее грозным соперником, чем Луизу, выбрал Брауншвейгскую принцессу, хотя никогда ранее не встречал её. По приказу короля в Брауншвейг был отправлен дипломат Джеймс Харрис, граф Малмсбери, который должен был сопроводить принцессу в Великобританию.
По прибытии в Брауншвейг Малмсбери обнаружил принцессу растрёпанной и, очевидно, несколько дней не мывшейся; говорила она грубо и фамильярно. Граф провёл почти четыре месяца с ней, делая всё возможное, чтобы улучшить её поведение и привычки; затем вместе с принцессой он отправился в Лондон, однако в пути провёл дольше обычного из-за плохой зимней погоды и сложностей, возникших в результате войны с Францией. По прибытии Малмсбери отвёз Каролину в Сент-Джеймсский дворец, где принцесса встретилась с принцем Уэльским; при первом взгляде на свою невесту Георг произнёс «Харрис, мне нехорошо, прошу, дай мне стакан бренди». После того, как принц ушёл, Каролина заявила Малмсбери: «Я думаю, что он очень толстый, и не такой уж красавец, как изображён на портрете». Когда пара вместе обедала в тот вечер, озлобленная принцесса делала грубые намёки на отношения принца с леди Джерси, что, по словам Харриса, только укрепило неприязнь к ней Георга. Перед свадьбой, состоявшейся 8 апреля 1795 года, Георг отправил брата Уильяма к Фицгерберт, чтобы сообщить ей, что она единственная женщина, которую он будет любить; затем Георг напился и отправился на церемонию.
Позже Георг заявлял, что делил с супругой постель лишь трижды, и что принцесса прокомментировала размер его полового органа, что навело принца на мысль о том, что Каролине было с чем сравнивать и она давно не девственница. Сама Каролина намекала, что принц был импотентом. Пара рассталась в течение нескольких недель после свадьбы, хотя они оставались жить под одной крышей. Однако, несмотря на столь недолгую совместную жизнь, через девять месяцев после свадьбы принцесса родила дочь.

## Биография

### Ранние годы
Шарлотта Августа родилась 7 января 1796 года в Карлтон-хаусе — лондонской резиденции отца. Георг был недоволен рождением девочки, поскольку рассчитывал, что Каролина родит сына, однако короля такое обстоятельство нисколько не расстраивало: он был в восторге от появления в семье его первой законнорожденной внучки и надеялся, что малышка сможет сблизить родителей. Сближения не произошло: через три дня после появления на свет Шарлотты Августы её отец составил завещание, в котором отстранял жену от воспитания дочери, а всё своё имущество завещал своей любовнице Марии Фицгерберт. Многие члены правящей династии не были популярны в народе, однако рождение принцессы было принято с радостью. 11 февраля 1796 года маленькую принцессу окрестили Шарлоттой Августой в честь обеих бабушек — королевы Шарлотты и герцогини Августы; церемония состоялась в большой гостиной Карлтон-хауса под руководством Джона Мура, архиепископа Кентерберийского. Восприемниками при крещении стали король Георг III, королева Шарлотта и герцогиня Августа, которую представляла старшая дочь королевской четы принцесса Шарлотта.
Несмотря на то, что она родила ребёнка, занимавшего второе место в очереди на трон, Каролина так и не получила к себе лучшего отношения; более того, Георг ограничил её общение с дочерью, разрешив видеться с ней только в присутствии медицинской сестры и гувернантки. Каролине было разрешено обычное ежедневное посещение, которой было традиционным для родителей из высшего класса в то время, но она была лишена права голоса в вопросах воспитания и ухода за принцессой. Несмотря на все запреты, отзывчивые слуги в доме Георга часто позволяли Каролине оставаться наедине с дочерью; Георг не знал о происходящем, поскольку сам редко виделся с Шарлоттой Августой. В конце концов, Каролина фактически перестала скрывать от мужа свои тайные визиты к дочери и стала разъезжать с ней в карете по Лондону под аплодисменты толпы.
Шарлотта Августа была здоровым ребёнком и, по словам её биографа Теи Холм, «ранние записи давали впечатление, что Шарлотта счастливо безрассудна и имеет горячее сердце». Шарлотта росла и постепенно становилась пешкой в конфликте родителей, жаждавших привлечь на свою сторону короля и королеву. В августе 1797 года Каролина покинула Карлтон-хаус и переехала жить в арендованный дом близ Блэкхита, оставив свою дочь на попечении ненавистного супруга, как того требовало английское право, по которому отец имел больше прав на несовершеннолетних детей, чем мать. Однако принц не принял никаких мер, чтобы ограничить доступ Каролины к дочери. В декабре 1798 года Георг пригласил супругу провести зиму в Карлтон-хаусе, но Каролина отказалась. Это приглашение было последним серьёзным усилием по примирению со стороны Георга и его провал означал, что скорее всего у Георга никогда не будет законного сына, который встал бы между Шарлоттой Августой и британским престолом. Каролина продолжала навещать дочь в Карлтон-хаусе; кроме того, Шарлотту иногда привозили в Блэкхит, где она навещала мать, но никогда принцессе не позволяли остаться в доме матери. Во время летних каникул Георг арендовал Шрусбери-лодж в Блэкхите для своей дочери, что значительно облегчило её общение с матерью.
Когда Шарлотте Августе было восемь лет, её отец, вновь вернувшийся к Фитцгерберт, решил, что ему необходим Карлтон-хаус; он забрал покои жены — Каролина взамен получила комнаты в Кенсингтонском дворце — и переселил Шарлотту Августу в соседний Монтегю-хаус. Как отмечал Джеймс Чемберс, другой биограф Шарлотты Августы, молодая принцесса «жила в окружении собственного двора в компании, где не было никого, кто бы не заплатил, чтобы оказаться при её дворе». Переезд состоялся уже в отсутствие любимой гувернантки принцессы — Марты Брюс, вдовы графа Элгина, которая была вынуждена уйти в отставку — по официальной версии, по причине преклонного возраста; реальная причина была совершенно другой: Марта разозлила Георга тем, что отвела без его разрешения Шарлотту Августу навестить царственного деда. Вскоре была отправлена в отставку и бывшая помощница Марты Брюс — мисс Хейман — за то, что была слишком дружна с Каролиной, которая немедленно наняла её к себе на службу. Новая гувернантка София Саутвелл, вдова барона Клиффорда, была очарована Шарлоттой Августой и слишком хорошо воспитана, чтобы дисциплинировать ребёнка, который вскоре превратился в буйного сорванца. Другом детства принцессы при леди Клиффорд стал её племянник достопочтенный Джордж Кеппел, который был на три года младше Шарлотты Августы. Сорок лет спустя Кеппел упоминал принцессу в своих мемуарах, ставших источником многих анекдотов о Шарлотте Августе в детстве; кроме детских шалостей принцессы, он вспоминал о том, как однажды они сначала вместе наблюдали за толпой, собравшейся возле Кеппел-хауса в Эрлс-корт в надежде увидеть юную принцессу, а затем неузнанными влились в толпу.
В 1805 году король начал строить планы на образование Шарлотты и нанял для своей единственной законной внучки большой штат учителей во главе с епископом Эксетера, который должен был наставлять её в вопросах веры, которую, в свою очередь, как считал король Георг, Шарлотта Августа будет защищать в качестве королевы. Король надеялся, что эти учителя смогут «оказать ей честь, сделать их отношения комфортными и ознакомить её с доминионами, которыми ей потом придётся управлять»; эти инструкции не произвели большого впечатления на Шарлотту Августу, которая для себя твёрдо решила, что будет учить только то, что сама захочет. Принцесса увлеклась игрой на пианино и в учителя ей была нанята известная в то время пианистка и композитор Джейн Мэри Гест.
Покинув Карлтон-хаус, мать принцессы, больше не сдерживаемая супругом, стала вести свободный образ жизни: она устраивала многочисленные приёмы и флиртовала со многими политическими и военными деятелями, такими как адмирал Сидней Смит и Джордж Каннинг. Такое поведение Каролины привело к тому, что в 1807 году она была обвинена в половых связях с другими мужчинами после разрыва с мужем. Причиной этих обвинений была необычная привязанность Каролины к маленькому Уильяму Остину, взятому ею на воспитание в 1802 году, которую объясняли тем, что он был её собственным ребёнком от другого мужчины. Супруг Каролины выражал надежду, что так называемое «деликатное расследование», начатое в 1806 году, сможет доказать супружескую неверность со стороны принцессы, что позволит самому Георгу получить развод и запретить Каролине видеться с дочерью. Следователи не допрашивали ни саму Каролину, ни её предполагаемых любовников, среди которых были такие известные личности как адмирал Сидни Смит, политик Джордж Каннинг и художник Томас Лоуренс, но были сосредоточены на слугах принцессы Уэльской. Когда слуг расспросили о предполагаемой беременности Каролины, некоторые слуги подтвердили её, но некоторые опровергли; часть слуг была уверена в беременности Каролины, но другая часть сомневалась, указывая, что у принцессы столько избыточного веса, что нельзя было сказать наверняка. Слуги не смогли назвать имён ни одного любовника Каролины, но её лакей Джозеф Робертс заявил, что принцесса «очень любит секс». Шарлотта Августа была в курсе расследования; десятилетняя принцесса была глубоко огорчена, когда встретила мать в парке, и та, послушная приказу принца не иметь никаких контактов с Шарлоттой Августой, сделала вид, что не замечает дочь. К большому разочарованию Георга, следственная комиссия не нашла доказательств рождения Каролиной второго ребёнка, хотя было отмечено, что поведение принцессы вызывает некоторое недопонимание. На время расследования король, очень любивший Каролину, отстранился от неё, но когда стало ясно, что принцесса ни в чём не виновна, вновь стал видеться с ней. После завершения расследования Георг неохотно позволил Шарлотте Августе видеться с матерью; встречи должны были проходить лишь раз в неделю в присутствии матери Каролины в Блэкхите или Кенсингтоне с условием, что девочка не будет иметь никаких контактов с Уильямом Остином.

### Юность
С вступлением Шарлотты Августы в подростковый период члены двора стали считать её поведение недостойным; в частности, гувернантка принцессы леди Клиффорд жаловалась на то, что Шарлотта Августа любит демонстрировать нижнее бельё. Леди Шарлотта Бёри, фрейлина матери Шарлотты Августы и мемуаристка, описывала принцессу как «прекрасный кусок плоти и крови», который откровенно и редко «полагался на достоинство». В этот период Шарлотта Августа прекрасно освоила верховую езду, чем вызывала чувство гордости у отца, и полюбила музыку Моцарта и Гайдна; вместе с тем, принцессу отождествляли с персонажем Марианны из романа Джейн Остин «Чувство и чувствительность». В 1808 году Шарлотта Джонс была официально назначена на должность собственного портретиста-миниатюриста Шарлотты Августы.
К концу 1810 года король Георг III окончательно впал в безумие. Шарлотта Августа была близка с дедом и его болезнь глубоко опечалила её. 6 февраля 1811 года отец принцессы был приведён к присяге перед Тайным советом в качестве принца-регента; во время присяги Шарлотта Августа ходила по саду Карлтон-хауса, пытаясь увидеть церемонию в окнах первого этажа. Шарлотта Августа, как и её отец, была в восторге от вигов. Однако теперь, когда он стал осуществлять полномочия монарха, Георг не призвал вигов, как многие того ожидали. Шарлотта была возмущена этим и считала отца предателем; чтобы продемонстрировать свою поддержку, в опере она посылала воздушные поцелуи в направлении лидера вигов Чарльза Грея.
Георг был воспитан в строгих условиях и потому был возмущён поведением дочери. Он попытался перевоспитать Шарлотту Августу, которая в свои пятнадцать лет имела вид взрослой женщины. Денег на платья Георг давал недостаточно для взрослой принцессы и настаивал на том, что если она посещает оперу, то должна сидеть в задней части ложи и покидать её до окончания представления. Поскольку сам принц-регент был занят государственными делами, Шарлотта Августа обязана была проводить большую часть своего времени в Виндзоре со своими незамужними тётками. Скучающая принцесса влюбилась в своего кузена Джорджа Фицкларенса, бастарда герцога Кларенса. Фицкларенс вскоре был отозван в Брайтон, где присоединился к своему полку, а Шарлотта Августа обратила внимание на Карла Гессена, лейтенанта лёгких драгунов, по общему мнению являвшегося внебрачным сыном герцога Йоркского, дяди Шарлотты Августы. Гессен и Шарлотта Августа несколько раз тайно встретились. Леди Клиффорд боялась гнева принца-регента, если их обнаружат, но принцесса Каролина была в восторге от страстности своей дочери. Она делала всё, что было в её силах, чтобы стимулировать эти отношения, в том числе позволяла им встречаться в одной из комнат в её покоях. Эти встречи закончились, когда Гессен присоединился к британским войскам в Испании. Большинство членов королевской семьи, за исключением принца-регента, было осведомлено об этих встречах, но не делало ничего, чтобы их прекратить, и не одобряло того, какими методами Георг пытается перевоспитать уже взрослую дочь.
В 1813 году в заключительный период Наполеоновских войн Георг стал серьёзно рассматривать варианты брака для своей дочери. В мужья Шарлотте Августе принц-регент и его советники выбрали Виллема, наследного принца Оранского, сына и наследника принца Виллема IV Оранско-Нассау. Такой брак увеличил бы британское влияние на северо-западе Европы. Виллем произвёл плохое впечатление на Шарлотту Августу, когда она впервые увидела его на праздновании дня рождения отца, где принц, как и многие другие гости, был в состоянии алкогольного опьянения. Хотя никто напрямую не говорил с принцессой о брачном предложении, она была хорошо осведомлена о планах отца, о которых перешёптывался весь двор. Доктор Генри Хэлфорд объяснил эти слухи о браке Шарлотте Августе; принцесса слушала неохотно, считая что будущая королева Великобритании не должна выходить замуж за иностранца. Полагая, что Шарлотта Августа намерена выйти замуж за Уильяма, герцога Глостера, принц-регент при встрече с дочерью стал словесно оскорблять её и Глостера; как позднее говорила Шарлотта Августа, «он говорил так, как будто у него были самые неподходящие представления о моих наклонностях. Я вижу, что он полностью настроен против меня и никогда не сойдётся со мной во мнении». Она попросила совета у графа Грея, и он предложил ей тянуть время. Этот вопрос в скором времени просочился в газеты, в которых спрашивали, действительно ли Шарлотта выйдет замуж «за апельсин или за сыр», «стройного Билли или глупого Билли». Принц-регент попытался найти к дочери более мягкий подход, но переубедить Шарлотту не удалось; она писала, что «не может бросить эту страну, тем более как королева», и что если они поженятся, принцу Оранскому придётся «навещать своих лягушек в одиночестве». Однако 12 декабря Георг организовал встречу дочери с Виллемом Оранским на званом ужине и после ужина попросил Шарлотту Августу принять решение. Она заявила, что ей понравилось то, что она видела до сих пор, что Георг принял как согласие с её стороны и быстро вызвал принца Оранского, чтобы сообщить ему радостную новость.
Переговоры по поводу брачного контракта длились несколько месяцев, в течение которых Шарлотта Августа настаивала на том, что она не обязана покидать Британию. Дипломаты не желали будущего объединения двух тронов, и потому в договоре было указано, что старший сын пары унаследует британский трон, а второй — Нидерланды; если же у Шарлотты Августы будет только один сын, то трон Нидерландов отойдёт немецкой ветви Оранского дома. 10 июня 1814 года принцесса подписала брачный договор. Вслед за этим Шарлотта Августа увлеклась неким прусским принцем, чью личность достоверно идентифицировать не удалось: мемуарист Чарльз Гревилл считал, что это был принц Август, а историк Артур Аспинелл полагал, что это был молодой принц Фридрих. Увлечение окончилось так же внезапно, как и началось: на вечеринке в лондонском отеле Пултени Шарлотта Августа познакомилась с генерал-лейтенантом русской кавалерии принцем Леопольдом Саксен-Кобург-Заальфельдским. Принцесса пригласила Леопольда навестить её; приглашение он принял, однако за три четверти часа до назначенного времени отказался, отправив принцу-регенту письмо с извинениями за неучтивость. Это письмо очень сильно впечатлило Георга, хотя он не считал нищего Леопольда подходящей партией для дочери.
Мать Шарлотты Августы выступала против брака дочери с принцем Оранским и получила в этом вопросе большую общественную поддержку: когда Шарлотта Августа появилась на публике, толпа стала призывать её не оставлять мать в одиночестве, выйдя замуж за принца Оранского. Шарлотта Августа уведомила жениха, что если они поженятся, её мать должна будет всегда получать тёплый приём в их доме; это обязательное условие было неприемлемо для принца-регента. Когда принц Оранский не согласился с условием, Шарлотта Августа разорвала помолвку. В ответ Георг собрался фактически посадить дочь под домашний арест: Шарлотта Августа должна была оставаться в своём доме близ Карлтон-хауса, пока её не перевезут в виндзорский Кранборн-лодж, где ей будет разрешено видеться только с королевой. Услышав это, Шарлотта Августа бросилась прочь из дома; мужчина, видевший из окна мытарства неопытной принцессы на улице, помог ей поймать кэб, в котором она благополучно прибыла в дом матери. Каролина, в это время навещавшая друзей, поспешила домой; принцесса же вызвала нескольких вигов, чтобы те посоветовали ей, что нужно делать. Вместе с вигами в дом Каролины прибыли и некоторые члены семьи, в том числе герцог Йоркский, которому было поручено вернуть Шарлотту Августу к отцу, если понадобится — силой. После долгого совещания виги посоветовали Шарлотте Августе вернуться в дом отца, что она и сделала на следующий день.

### Изоляция и возвращение ко двору
История побега и возвращения домой Шарлотты Августы быстро стала достоянием общественности. Бывший член парламента и будущий лорд-канцлер из вигов Генри Брум сообщал, что «все настроены против принца», а оппозиционная пресса наделала много шума из истории о сбежавшей принцессе. Несмотря на эмоциональное примирение с дочерью, принц-регент вскоре переправил её в Кранборн-лодж, где его соглядатаи получили приказ не выпускать принцессу из виду. Несмотря на строгие меры, принцессе удалось отправить записку своему любимому дяде Августу Фредерику, герцогу Сассексу. Сассекс подверг допросу премьер-министра тори лорда Ливерпуля в палате лордов. Он спрашивал, может ли Шарлотта Августа свободно приходить и уходить, стоит ли ей разрешить поехать на море, как рекомендовали ей врачи ранее, и теперь, когда ей исполнилось восемнадцать, планирует ли правительство создать для неё отдельное ведомство. Ливерпуль уклонился от ответа, а Сассекс был вызван в Карлтон-хаус, где получил выговор от принца-регента, который никогда больше не говорил со своим братом.
Несмотря на свою изоляцию, Шарлотта Августа нашла жизнь в Кранборн-лодж на удивление приятной и постепенно смирилась с ситуацией. В конце июля 1814 года принц-регент посетил дочь в её изоляции и сообщил, что её мать собирается покинуть страну для длительного пребывания на континенте. Это расстроило Шарлотту Августу, но она чувствовала, что что бы она ни сказала, это не изменит решения матери, и была ещё больше возмущена небрежностью Каролины при прощании, поскольку считала, что «Бог знает сколько времени пройдёт и какие события произойдут прежде, чем мы увидимся снова». Слова принцессы оказались пророческими и она больше не виделась с матерью. В конце августа Шарлотте Августе было разрешено отправиться на море. Принцесса хотела поехать в модный Брайтон, однако её отец пожелал, чтобы она поехала в Уэймут. Когда карета принцессы остановилась в пути, большая дружная толпа собралась, чтобы увидеть её; как отмечала Теа Холм, «столь ласковый приём означал, что люди уже считали её своей будущей королевой». Ещё более тёплый приём ожидал Шарлотту Августу в самом Уэймуте. Принцесса проводила время, исследуя близлежащие достопримечательности, магазины контрабандного французского шёлка, и с конца сентября прошла курс тёплых ванн с морской водой. Она все ещё была без ума от своего прусского принца и напрасно надеялась, что он объявит о своём интересе её отцу. Если он не сделает этого, как она писала подруге, она «сделает другую, не менее хорошую вещь с другим хорошим, уравновешенным человеком с добрыми намерениями [sic]… этим человеком будет П С-К [принц Саксен-Кобурский, то есть Леопольд]». В середине декабря, незадолго до отъезда из Уэймута, Шарлотта Августа была «неожиданно шокирована», когда узнала, что её прусский поклонник завязал новые отношения. По возвращении, во время долгого разговора после Рождественского ужина, отец и дочь устранили все разногласия между собой.
В первые месяцы 1815 года Шарлотта Августа утвердилась в мысли, что её мужем должен стать Леопольд (или как она его ласково называла «Лео»). В то же время, отец принцессы не терял надежды выдать её за принца Оранского, однако Шарлотта Августа писала, что «никакие доводы, никакие угрозы никогда не смогут заставить меня выйти замуж за этого ненавистного голландца». Столкнувшись лицом к лицу с оппозиционными настроениями в собственной семье по этому вопросу, Георг в конце концов сдался и отказался от идеи выдать дочь за Виллема Оранского, который к тому же тем летом обручился с великой княжной Анной Павловной. Шарлотта связалась с Леопольдом через посредников и обнаружила, что её интерес взаимен, но в этот период возобновился конфликт с Наполеоном на континенте, и Леопольд был вынужден участвовать в боях со своим полком. В июле, незадолго до возвращения в Уэймут, Шарлотта Августа официально попросила у отца разрешения на брак с Леопольдом, однако Георг ответил, что из-за неустоявшейся политической ситуации на континенте он не может сейчас рассмотреть эту просьбу. К большому разочарованию принцессы Леопольд не приехал в Великобританию после восстановления мира, даже когда он находился в Париже, откуда, как считала Шарлотта Августа, добраться до Уэймута или Лондона можно было за считанные минуты.
В январе 1816 года принц-регент пригласил свою дочь в Королевский павильон в Брайтоне, и она умоляла его разрешить брак. По возвращении в Виндзор, она написала отцу: «я больше не колеблюсь в признании моей привязанности к принцу Кобургскому — уверяю вас, что никто не будет более настойчивым и последовательным в этой настоящей и последней помолвке, чем я сама». Георг сдался и вызвал в Великобританию Леопольда, остановившегося по пути в Россию в Берлине. Леопольд прибыл в Великобританию в конце февраля 1816 года и отправился в Брайтон, чтобы переговорить с будущим тестем. После совместного ужина с отцом и Леопольдом Шарлотта Августа писала: «Я нахожу его очаровательным и отправляюсь в постель гораздо счастливее, чем я когда-либо была в своей жизни… Я, конечно, очень везучее существо и благословенна Богом. Ни одна принцесса никогда, я верю, не имела таких перспектив счастья в жизни или в любви в этой стране, как и другие люди».
Принц-регент был поражён Леопольдом и сказал дочери, что кобургский принц «имел все качества, чтобы сделать женщину счастливой». Шарлотта Августа по требованию Георга отправилась обратно в Кранбурн-лодж 2 марта, оставив Леопольда с отцом. 14 марта в палате общин к общему одобрению было объявлено о предстоящей свадьбе; обе партии с облегчением приняли окончание романтической драмы принцессы. Парламент проголосовал за выделение Леопольду содержания в размере пятидесяти тысяч фунтов в год; для пары был приобретён Клермонт-хаус в Ишере, а также выделена щедрая сумма для обустройства дома. Опасаясь повторения фиаско, произошедшего с Виллемом Оранским, Георг ограничил общение Шарлотты Августы с женихом; когда принцесса вернулась в Брайтон, он разрешил им встречаться только за ужином и никогда не оставлял наедине.
Церемония бракосочетания была назначена на 2 мая 1816 года. В день свадьбы огромные толпы заполнили улицы Лондона, мешая проезду участников церемонии. В девять часов вечера в малиновой гостиной в Карлтон-хаусе Шарлотта Августа вышла замуж за Леопольда, который впервые был одет в парадный мундир британского генерала. Свадебное платье принцессы обошлось казне в сумму около десяти тысяч фунтов. Церемония прошла без нареканий, за исключением того, что Шарлотта Августа захихикала, когда нищий Леопольд пообещал разделить с ней все свои мирские блага.

### Жизнь в браке и смерть
Свой медовый месяц Шарлотта Августа и Леопольд провели в Отлендском дворце — резиденции герцога Йоркского в Суррее. В Отленде принцессе не понравилось, поскольку дом Йорка был наполнен его собаками и пропах запахами животных. Однако Шарлотта Августа отметила, что её молодой супруг был «совершенным любовником». Через два дня после свадьбы молодожёнов навестил принц-регент; он провёл два часа, описывая детали военной формы Леопольда, что, по словам Шарлотты, было «отличным знаком самого совершенного настроения» её отца. Супруги вернулись в Лондон к началу сезона и, когда они посещали театр, они неизменно получали бурные аплодисменты от зрителей и пение «Боже, храни короля». Когда Шарлотта Августа почувствовала недомогание в опере, её состояние вызвало общественное беспокойство; позднее было объявлено, что у принцессы случился выкидыш. 24 августа 1816 года супруги впервые отправились в свою резиденцию в Ишере.
Личный врач Леопольда Кристиан Фридрих Стокмар писал, что в первые шесть месяцев брака он видел Шарлотту Августу всегда в простом, но модном платье. Он также отмечал, что она была гораздо более спокойной и контролировала себя больше, чем это было ранее, и связывал это с влиянием Леопольда. Позднее Леопольд писал, что «за исключением того момента, когда я выходил пострелять, мы всегда были вместе и это нисколько не утомляло нас». Когда Шарлотта Августа становилась слишком взволнованной, Леопольд говорил только «спокойно, милая» и принцесса почти мгновенно успокаивалась.
Кобурги, как теперь называли Шарлотту Августу и Леопольда, провели Рождественские каникулы в Брайтонском павильоне со своими знатными родственниками. 7 января Георг устроил пышный бал в честь празднования 21-го дня рождения Шарлотты Августы, но Кобурги не явились, вернувшись в Клермонт и предпочтя тихое празднование там. В конце апреля 1817 года Леопольд сообщил принцу-регенту, что Шарлотта Августа снова беременна, и что есть все шансы, что принцесса доносит ребёнка до положенного срока.
Беременность принцессы вызвала широкий общественный интерес. Букмекерские конторы стали принимать ставки на то, какого пола будет ребёнок. Экономисты подсчитали, что рождение принцессы поднимет фондовый рынок на 2,5 %, а рождение принца — на 6 %. Шарлотта Августа проводила время в покое и долгие часы позировала для портрета, над которым трудился сэр Томас Лоуренс. Она ела много и вела почти неподвижный образ жизни, от чего набрала много лишнего веса; когда её медицинская команда начала дородовой уход в августе 1817 года, принцессу посадили на строгую диету, надеясь уменьшить размер ребёнка и облегчить роды. Диета и периодические кровопускания, похоже, ослабили Шарлотту Августу. Стокмар был поражён методами лечения, которые считал устаревшими, и отказался присоединяться к медицинской команде, полагая, что в случае, если что-то пойдёт не так, то обвинят именно его, поскольку он был иностранцем.
По большому счёту медуход Шарлотте Августе оказывал сэр Ричард Крофт; он не был её врачом, но врачом-акушером или мужчиной-акушеркой, что было модно в среде состоятельных британцев. Срок родов был назначен на девятнадцатое октября. Но октябрь закончился, а Шарлотта Августа не проявляла никаких признаков приближающихся родов. В воскресенье второго ноября она совершила обычную поездку с супругом, а уже на следующий вечер у принцессы начались схватки. Сэр Ричард предложил ей упражнения и отказал в еде; поздно вечером третьего ноября он послал за знатными свидетелями, которые должны были присутствовать при родах и засвидетельствовать королевское происхождение ребёнка. Прошло четвёртое ноября и наступило пятое: стало ясно, что Шарлотта Августа не может родить, и Крофт, посовещавшись с личным врачом принцессы Мэтью Бейли, послал за акушером Джоном Симсом. Однако Крофт не позволил Симсу увидеть пациентку и отказался использовать щипцы. Как писала Элисон Плоуден в своей книге, «они могли бы спасти её и ребёнка, даже несмотря на то, что в эту эпоху — эпоху до антисептиков — была очень высока смертность при использовании медицинских инструментов».
В девять часов вечера пятого ноября Шарлотта Августа наконец родила крупного мёртвого мальчика. Попытки реанимировать его оказались тщетными, а благородные наблюдатели подтвердили, что это был красивый младенец, похожий на членов королевской семьи. Они были уверены, что Шарлотта Августа чувствует себя хорошо и потому покинули её. Измученная принцесса спокойно восприняла новость о том, что её ребёнок мёртв, заявив, что «это была Божья воля». Она приняла пищу после длительного воздержания и, казалось, пошла на поправку. Леопольд, который оставался со своей женой на протяжении родов, по всей видимости принял снотворное и ушёл спать.
Вскоре после полуночи у Шарлотты Августы началась сильная рвота и боли в желудке. Незамедлительно был вызван сэр Ричард, который был встревожен тем, что его пациентка холодна на ощупь и дышит с трудом, а кроме того у принцессы открылось кровотечение. Как тогда было принято при послеродовых кровотечениях, принцессе приготовили горячие компрессы, но кровь не останавливалась. Крофт вызвал Стокмара и попросил его разбудить и привести Леопольда. Стокмар не смог разбудить принца и сам пошёл к принцессе, которая схватила его за руку и сказал ему: «Они опоили меня». Стокмар покинул комнату, планируя ещё раз попробовать разбудить Леопольда, но услышал голос Шарлотты Августы, звавшей его «Стоки! Стоки!» и вернулся назад, однако Шарлотта Августа была уже мертва.

## Последствия
Смерть Шарлотты Августы была воспринята как национальная трагедия; люди скорбели так, будто по всей Великобритании в каждом доме потеряли любимого ребёнка. Вся льняная ткань пошла на траурные одежды; траурные повязки носили даже нищие и бездомные. Магазины оставались закрытыми в течение двух недель также, как и Королевская биржа, суды и доки. В знак уважения к покойной в день похорон были закрыты все притоны. Траур был настолько полным, что создатели лент и других галантерейных изделий, которые не полагалось носить во время траура, обратились в правительство с просьбой сократить период траура, опасаясь банкротства. Особое внимание заслужил поэт Перси Биши Шелли, который в своём «Обращении к народу по случаю смерти принцессы Шарлотты» указал, что на следующий день после смерти принцессы были казнены трое мужчин, обвинённых в заговоре с целью свержения правительства, что было большой трагедией.
Принц Георг был настолько сломлен горем, что не смог присутствовать на похоронах своего единственного ребёнка. Он отказался известить супругу о случившемся, оставив это на Леопольда. Леопольд же пребывал в состоянии глубокой скорби и отправил тёще письмо с большим опозданием, когда она уже сама узнала скорбную весть: курьер, доставлявший письмо от Георга папе, остановился в доме Каролины в Пезаро и сообщил о смерти Шарлотты Августы. Принцесса Каролина лишилась чувств от горя и шока. Придя в себя она заявила: «Англия, великая страна, потеряла всё, потеряв мою любимую дочь». Даже принц Оранский разрыдался, услышав эту новость, а его жена приказала облачиться своим фрейлинам в траур. Однако больше всего скорбел принц Леопольд. Стокмар писал много лет спустя: «Ноябрь показал крах этого счастливого дома и уничтожение одним ударом всех надежд и счастья принца Леопольда. Он так и не смог вернуть то ощущение счастья, которым была благословенна его короткая супружеская жизнь»; как писала Теа Холм, «без Шарлотты он был неполным. Это было так, будто он потерял сердце». Позднее Леопольд писал сэру Томасу Лоуренсу: «Два поколения ушло. Ушло в момент! Я чувствовал это в себе, но я также чувствовал это и в принце-регенте. Моя Шарлотта покинула страну — страна её потеряла. Она была хорошей, замечательной женщиной. Никто не мог знать мою Шарлотту так, как я её знал! Это была моя наука, моя обязанность — знать её характер, но это была и моя радость!». Леопольд оставался вдовцом до 1832 года, когда, уже став королём Бельгии, женился на Луизе Марии Орлеанской.
Шарлотта Августа была похоронена вместе с сыном (тело младенца положили в ногах у матери) в часовне Святого Георгия в Виндзорском замке 19 ноября 1817 года. Памятник был возведён на её могиле на народные пожертвования. Вскоре после похорон на королеву и принца-регента посыпались публичные обвинения из-за того, что они не присутствовали при родах, хотя этого просила сама Шарлотта Августа. Вскрытие не дало убедительных результатов, и многие обвиняли Крофта за его неумелую заботу о принцессе. Принц-регент его не винил, но через три месяца после смерти Шарлотты Августы и во время осмотра ещё одной молодой женщины, Крофт схватил пистолет и смертельно ранил себя. «Тройная акушерская трагедия» — смерть ребёнка, матери и позднее врача — привела к значительным изменениям в акушерско-гинекологической практике того времени; в частности, акушеры, выступавшие за медицинское вмешательство во время родов, например за более либеральное использование щипцов, стали более популярны чем те, кто выступал за естественный процесс родов.
Смерть Шарлотты Августы оставила короля без законных внуков, а его младшему ребёнку на тот момент было уже больше сорока лет. Газеты призывали неженатых сыновей короля поскорее вступить в брак. Одна из таких статей попалась на глаза четвёртому сыну Георга III Эдуарду Августу, герцогу Кентскому, который в это время жил со своей любовницей Жюли де Сен-Лоран в Брюсселе. Эдуард Август незамедлительно расстался с любовницей и сделал предложение сестре принца Леопольда — Виктории Саксен-Кобург-Заальфельдской, вдове немецкого князя Карла Лейнингенского. Их дочь Александрина Виктория, родившаяся в 1819 году, в 1837 году в возрасте восемнадцати лет взошла на британский престол.

## Герб
Собственный герб Шарлотты Августы основан на британском королевском гербе Ганноверской династии. Щит увенчан короной, соответствующей достоинству детей наследника трона. Щитодержатели обременены титлом (турнирным воротничком) как в щите: золотой, вооружённый червленью и коронованный золотой короной леопард [восстающий лев настороже] и серебряный, вооружённый золотом единорог, увенчанный наподобие ошейника золотой короной, с прикреплённой к ней цепью.
Щит дамский (ромбический), обременённый серебряным титлом с тремя зубцами, на среднем зубце — червлёная роза с серебряной сердцевиной и зелёными листьями. Щит четверочастный: в первой и четвёртой частях — в червлёном поле три золотых вооружённых лазурью леопарда (идущих льва настороже), один над другим [Англия]; во второй части — в золотом поле червлёный, вооружённый лазурью лев, окружённый двойной процветшей и противопроцветшей внутренней каймой [Шотландия]; в третьей части — в лазоревом поле золотая с серебряными струнами арфа [Ирландия]).
Поверх щита расположен трёхчастный щиток: в первой части — два золотых вооружённых лазурью леопарда [идущих льва настороже], один над другим [Брауншвейг]; во второй части — в золотом поле, засеянном червлёными сердцами, лазоревый, вооружённый червленью лев [Люнебург]; в третьей части — в червлёном поле серебряный бегущий конь [Вестфалия].